# هيلين ويستكوت
هيلين ويستكوت (بالإنجليزية: Helen Westcott)‏ هي ممثلة أمريكية، ولدت في 1928 بلوس أنجلوس في الولايات المتحدة، وتوفيت في 17 مارس 1998 بإدموندز في الولايات المتحدة بسبب سرطان.

## أعمال

### أفلام
- (1935) حلم ليلة صيف
- (1948) مغامرات دون جوان
- (1952) بأغنية في قلبي
- (1958) الهتاف الأخير

## وصلات خارجية
- هيلين ويستكوت على موقع IMDb (الإنجليزية)
- هيلين ويستكوت على موقع ألو سيني (الفرنسية)
- هيلين ويستكوت على موقع أول موفي (الإنجليزية)
- هيلين ويستكوت على موقع قاعدة بيانات الأفلام السويدية (السويدية)
- هيلين ويستكوت على موقع قاعدة بيانات الفيلم (الإنجليزية)
- هيلين ويستكوت على موقع كينوبويسك (الروسية)